# التوصيل المغناطيسي للأدوية
توصيل الأدوية بالجسيمات النانوية المغناطيسية وسيلة تكون فيها الجسيمات النانوية المغناطيسية، مثل جسيمات أكسيد الحديد النانوية، مكونًا لمركبة توصيل لتوصيل الدواء المغناطيسي، وذلك بسبب البساطة التي يمكن من خلالها سحب الجسيمات إلى أهداف (خارجية) ذات قوة مغناطيسية. يمكن للجسيمات النانوية المغناطيسية نقل قدرات التصوير والإفراج المتحكم فيه إلى مواد توصيل الدواء مثل المذيلات والجسيمات الشحمية والبوليمرات. لقد حظي استخدام الجسيمات النانوية المغناطيسية كنظام توصيل الدواء تحت تأثير المجال المغناطيسي الخارجي باهتمام كبير، بناءً على بساطتها وسهولة تحضيرها وقدرتها على تخصيص خصائصها لتطبيقات بيولوجية محددة.
استهداف الأدوية المغناطيسية هو أسلوب يتم من خلاله التلاعب بحاملات الأدوية المغناطيسية في الجسم بواسطة مجالات مغناطيسية خارجية للوصول إلى المنطقة المستهدفة. من المحتمل أن تكون هذه الطريقة واعدة في تطبيقات علاج أمراض مثل السرطان، وأمراض الجهاز العصبي، وفقدان السمع الحسي العصبي المفاجئ، وما إلى ذلك، نظرًا لمزاياها المتمثلة في إمكانية تحسين الفعالية وتقليل جرعات الدواء والآثار الجانبية. ولذلك، فقد حظيت باهتمام واسع النطاق في السنوات الأخيرة. يتطلب استهداف الأدوية المغناطيسية الناجحة نظامًا مغناطيسيًا جيدًا لتوجيه حاملات الأدوية إلى الموقع المستهدف. حتى الآن، كانت هناك العديد من الجهود لتصميم الأنظمة المغناطيسية لتوصيل الأدوية المستهدفة. ومع ذلك، هناك عدد قليل من المراجعات الشاملة لهذه الأنظمة.